# The Silent Child
The Silent Child (La niña silenciosa, en español) es un cortometraje británico escrito y protagonizado por Rachel Shenton, dirigido por Chris Overton y estrenado en 2017 por Slick Films. Cuenta la historia de Libby, una niña de cuatro años sorda, quien vive una vida silenciosa hasta que una trabajadora social, interpretada por Shenton, le enseña a comunicarse a través de lengua de señas. La película ganó el Óscar al mejor cortometraje en la 90° edición de la ceremonia.